# Przedsiębiorstwo Robót Czerpalnych i Podwodnych
Przedsiębiorstwo Robót Czerpalnych i Podwodnych  (PRCiP) – spółka znajdująca się w Gdańsku, zajmująca się m.in. pogłębianiem torów wodnych, modernizacją portów i odbudową plaż.
Przedsiębiorstwo PRCiP w Gdańsku powstało 20 kwietnia 1947.
PRCiP jest wykonawcą robót czerpalnych, posiadający certyfikat ISO 9002. Doświadczona w robotach pogłębiarskich, refulacyjnych i hydrotechnicznych (prace hydrotechniczne, pogłębieniowe, pogłębianie).